# Bathygnathia porca
Bathygnathia porca là một loài chân đều trong họ Gnathiidae. Loài này được Kensley miêu tả khoa học năm 1980.